# Team Europcar/Saison 2013
Dieser Artikel listet Erfolge und Fahrer des Radsportteams Europcar in der Saison 2013 auf.

## Erfolge in der UCI World Tour
| Datum   | Rennen                          | Sieger          |
| ------- | ------------------------------- | --------------- |
| 3. März | Prolog Paris–Nizza              | Damien Gaudin   |
| 2. Juni | 1. Etappe Critérium du Dauphiné | David Veilleux  |
| 7. Juni | 6. Etappe Critérium du Dauphiné | Thomas Voeckler |

## Erfolge in der UCI Africa Tour
| Datum          | Rennen                                  | Kat. | Sieger      |
| -------------- | --------------------------------------- | ---- | ----------- |
| 19. Januar     | 6. Etappe La Tropicale Amissa Bongo     | 2.1  | Yohann Gène |
| 14.–20. Januar | Gesamtwertung La Tropicale Amissa Bongo | 2.1  | Yohann Gène |

## Erfolge in der UCI Asia Tour
| Datum       | Rennen                                   | Kat. | Sieger          |
| ----------- | ---------------------------------------- | ---- | --------------- |
| 28. Februar | 8. Etappe Tour de Langkawi               | 2.HC | Bryan Coquard   |
| 1. März     | 9. Etappe Tour de Langkawi               | 2.HC | Bryan Coquard   |
| 23. Juni    | Japanische Meisterschaft – Straßenrennen | CN   | Yukiya Arashiro |

## Erfolge in der UCI Europe Tour
| Datum          | Rennen                                        | Kat. | Fahrer           |
| -------------- | --------------------------------------------- | ---- | ---------------- |
| 31. Januar     | 2. Etappe Étoile de Bessèges                  | 2.1  | Bryan Coquard    |
| 1. Februar     | 3. Etappe Étoile de Bessèges                  | 2.1  | Jérôme Cousin    |
| 2. Februar     | 4. Etappe Étoile de Bessèges                  | 2.1  | Bryan Coquard    |
| 17. März       | Cholet-Pays de Loire                          | 1.1  | Damien Gaudin    |
| 22. März       | 4. Etappe Tour de Normandie                   | 2.2  | Anthony Charteau |
| 4. April       | 3. Etappe Circuit Cycliste Sarthe             | 2.1  | Pierre Rolland   |
| 2.–5. April    | Gesamtwertung Circuit Cycliste Sarthe         | 2.1  | Pierre Rolland   |
| 13. April      | Tour du Finistère                             | 1.1  | Cyril Gautier    |
| 23. April      | 3. Etappe Presidential Cycling Tour of Turkey | 2.HC | Natnael Berhane  |
| 11. Mai        | 2. Etappe Tour de Picardie                    | 2.1  | Bryan Coquard    |
| 14. Juni       | 2. Etappe Route du Sud                        | 2.1  | Yohann Gène      |
| 15. Juni       | 3. Etappe Route du Sud                        | 2.1  | Thomas Voeckler  |
| 13.–16. Juni   | Gesamtwertung Route du Sud                    | 2.1  | Thomas Voeckler  |
| 13.–16. Juni   | Gesamtwertung Boucles de la Mayenne           | 2.2  | David Veilleux   |
| 18. August     | 4. Etappe Tour des Fjords                     | 2.1  | Angélo Tulik     |
| 25. August     | Châteauroux Classic de l’Indre                | 1.1  | Bryan Coquard    |
| 29. August     | 4. Etappe Tour du Poitou Charentes (EZF)      | 2.1  | Thomas Voeckler  |
| 27.–30. August | Gesamtwertung Tour du Poitou Charentes        | 2.1  | Thomas Voeckler  |

## Zugänge – Abgänge
| Zugänge                      | Team 2012 | Abgänge         | Team 2013    |
| ---------------------------- | --------- | --------------- | ------------ |
| Natnael Berhane              | Neoprofi  | Matteo Pelucchi | IAM Cycling  |
| Bryan Coquard                | Neoprofi  | Mathieu Claude  | Karriereende |
| Morgan Lamoisson             | Neoprofi  | Rafaâ Chtioui   | Unbekannt    |
| Bryan Nauleau (ab 1. August) | Neoprofi  | Saïd Haddou     | Unbekannt    |

## Mannschaft
| Name                     | Geburtstag               | Nationalität |              |
| ------------------------ | ------------------------ | ------------ | ------------ |
| Yukiya Arashiro          | 22. September 1984       | Japan        |              |
| Natnael Berhane          | 5. Januar 1991           | Eritrea      |              |
| Giovanni Bernaudeau      | 25. August 1983          | Frankreich   |              |
| Franck Bouyer            | 17. März 1974            | Frankreich   |              |
| Anthony Charteau         | 4. Juni 1979             | Frankreich   |              |
| Sébastien Chavanel       | 21. März 1981            | Frankreich   |              |
| Bryan Coquard            | 25. April 1992           | Frankreich   |              |
| Jérôme Cousin            | 5. Juni 1989             | Frankreich   |              |
| Damien Gaudin            | 20. August 1986          | Frankreich   |              |
| Cyril Gautier            | 26. September 1987       | Frankreich   |              |
| Yohann Gène              | 25. Juni 1981            | Frankreich   |              |
| Tony Hurel               | 1. November 1987         | Frankreich   |              |
| Vincent Jérôme           | 26. November 1984        | Frankreich   |              |
| Christophe Kern          | 18. Januar 1981          | Frankreich   |              |
| Morgan Lamoisson         | 7. September 1988        | Frankreich   |              |
| Davide Malacarne         | 11. Juli 1987            | Italien      |              |
| Alexandre Pichot         | 6. Januar 1983           | Frankreich   |              |
| Perrig Quéméneur         | 26. April 1984           | Frankreich   |              |
| Kévin Réza               | 18. Mai 1988             | Frankreich   |              |
| Pierre Rolland           | 10. Oktober 1986         | Frankreich   |              |
| Björn Thurau             | 23. Juli 1988            | Deutschland  |              |
| Angélo Tulik             | 2. Dezember 1990         | Frankreich   |              |
| Sébastien Turgot         | 11. April 1984           | Frankreich   |              |
| David Veilleux           | 26. November 1987        | Kanada       |              |
| Thomas Voeckler          | 22. Juni 1979            | Frankreich   |              |
| Stagiaires               | Stagiaires               | Nationalität | Nationalität |
| Romain Guillemois        | Romain Guillemois        | Frankreich   |              |
| Pierre-Henri Lecuisinier | Pierre-Henri Lecuisinier | Frankreich   |              |
| Julien Morice            | Julien Morice            | Frankreich   |              |